# 가정법
가정법(Subjunctive mood) 또는 접속법은 화자의 태도를 나타내는 발화의 특징인 서법이다. 가정법 형태의 동사는 일반적으로 소원, 감정, 가능성, 판단, 의견, 의무 또는 아직 발생하지 않은 행동과 같은 다양한 비현실 상태를 표현하는 데 사용된다. 사용되는 정확한 상황은 언어마다 다르다. 가정법은 반드시 실제가 아닌 것을 나타내는 비현실적 서법 중 하나이다. 가정법은 종종 무엇인가가 사실의 진술임을 나타내기 위해 주로 사용되는 실재 서법인 직설법과 대조된다.
가정법은 배타적이지는 않지만 종속절, 특히 that절에서 가장 자주 나타난다. 영어로 된 가정법의 예는 "I suggest that you be careful"와 "I suggest that you are awesome"이라는 문장에서 찾을 수 있다.